# Marsala Calcio
Marsala Calcio (wł. Società Sportiva Dilettantistica Marsala Calcio a r.l.) – włoski klub piłkarski, mający siedzibę w mieście Marsala, na Sycylii, grający w rozgrywkach Serie D.

## Historia
Chronologia nazw:
- 1912: Marsala Football Club
- 1941: Gruppo Sportivo Marinai d'Italia
- 1945: Sport Club Marsala
- 1985: Sport Club Marsala 1912
- 2000: klub rozwiązano
- 2000: Associazione Sportiva Marsala 2000
- 2005: klub rozwiązano
- 2006: Sport Club Marsala 1912 Associazione Sportiva Dilettantistica
- 2010: Società Sportiva Dilettantistica Sport Club Marsala 1912 - po fuzji ASD Marsala 1970
- 2017: klub rozwiązano
- 2017: Associazione Sportiva Dilettantistica Marsala Calcio
- 2018: Società Sportiva Dilettantistica Marsala Calcio a r.l.

Klub sportowy Marsala FC został założony w miejscowości Marsala w 1912 roku. Początkowo zespół rozgrywał mecze towarzyskie. Dopiero w sezonie 1929/30 debiutował w rozgrywkach Terza Divisione Sicilia (D5). W 1931 awansował do Seconda Divisione Sicilia (D4). W 1935 roku po wprowadzeniu Serie C klub został zakwalifikowany do Prima Divisione Sicilia. W 1941 klub przyjął nazwę GS Marinai d'Italia, a w następnym roku awansował do Serie C. W 1943 roku na terenie Włoch rozpoczęto działania wojenne II wojny światowej, wskutek czego mistrzostwa 1943/44 zostały odwołane. W latach 1943–1945 zespół brał udział w lokalnych mistrzostwach Sycylii.
Po zakończeniu II wojny światowej, klub wznowił działalność w 1945 roku i z nazwą SC Marsala został zakwalifikowany do Prima Divisione Sicilia. W 1946 awansował do Serie C. W 1948 roku w wyniku reorganizacji systemu lig zespół został zdegradowany do Promozione (D4), ale po roku wrócił do Serie C. W 1952 roku w wyniku reorganizacji systemu lig klub spadł do IV Serie, która w 1957 zmieniła nazwę na Campionato Interregionale - Prima Categoria. W 1958 klub wrócił do Serie C. W 1965 zespół spadł do Serie D. W 1968 awansował na rok do Serie C. W 1973 klub znów otrzymał promocję Serie C. W 1978 spadł do czwartej ligi. Przed rozpoczęciem sezonu 1978/79 Serie C została podzielona na dwie dywizje: Serie C1 i Serie C2, wskutek czego klub został przydzielony do Serie C2. W 1984 spadł do Campionato Interregionale, w 1985 do Promozione Sicilia, a w 1986 do Prima Categoria Sicilia. W 1985 klub przyjął nazwę SC Marsala 1912, a w 1987 wrócił do Promozione Sicilia. W 1988 do klubu dołączył Pro Marsala i uzyskał awans do Campionato Interregionale, które w 1992 zmieniło nazwę na Campionato Nazionale Dilettanti. W 1995 klub ponownie otrzymał promocję do Serie C2, a w 1998 roku do Serie C1. Po zakończeniu sezonu 1999/2000, w którym zajął 18.miejsce w grupie B Serie C1 i został zdegradowany do Serie C2, klubowi nie udało się zarejestrować na mistrzostwa Serie C2, po czym ogłosił upadłość.
Latem 2000 powstał nowy klub o nazwie AS Marsala 2000, który przejął tytuł sportowy od Don Bosco Partinico i rozpoczął występy w regionalnych mistrzostwach Eccellenza Sicilia (D6). W 2002 awansował do Serie D, a w 2005 znów ogłosił upadłość i został rozwiązany.
We wrześniu 2006 roku klub został reaktywowany jako SC Marsala 1912 ASD i po wykupieniu tytułu sportowego od ASD Bosco 1970 startował w Seconda Categoria Sicilia (D9). W 2007 awansował do Prima Categoria Sicilia, a w 2008 do Promozione Sicilia. W 2008 do klubu dołączył US Kennedy Birgi 1967, a w 2009 otrzymał promocję do Eccellenza Sicilia. W 2010 nastąpił kolejny awans do Serie D, po czym połączył się z ASD Marsala 1970, wskutek czego nazwa klubu została zmieniona na SSD SC Marsala 1912. W 2012 zespół spadł do Eccellenza Sicilia. Przed rozpoczęciem sezonu 2014/15 wprowadzono reformę systemy lig, wskutek czego Eccellenza została podwyższona do piątego poziomu. W 2015 klub awansował na rok do Serie D. Ale w sezonie 2017/18 klub nie przystąpił do rozgrywek Promozione Sicilia i pozostał nieaktywny. Latem 2018 kupił tytuł sportowy od Polisportiva Paceco 1976, który akurat spadł z Serie D, po czym powstał klub SC Marsala 1912, który po sezonie 2018/19 spadł z Eccellenza Sicilia do Promozione Sicilia i został rozwiązany.
W 2017 klub Riviera Marmi 2015, który uczestniczył w mistrzostwach Eccellenza Sicilia, sprzedał swój tytuł sportowy nowo utworzonemu klubowi ASD Marsala Calcio. W sezonie 2017/18 klub zwyciężył w grupie A Eccellenza Sicilia, awansując do Serie D, po czym zmienił nazwę na SSD Marsala Calcio a r.l. W sezonie 2019/20 zajął 16.miejsce w grupie I Serie D i spadł do Eccellenza Sicilia.

## Barwy klubowe, strój
|  |

Klub ma barwy niebieskie. Zawodnicy domowe spotkania zazwyczaj grają w niebieskich koszulkach, niebieskich spodenkach oraz niebieskich getrach.

## Sukcesy

### Trofea międzynarodowe
Nie uczestniczył w rozgrywkach europejskich (stan na 31-05-2020).

### Trofea krajowe
| \| \| Zdobyte trofea w rozgrywkach Włoch (stan na: 31-08-2020) \| |                                                          |      |          |
| Rozgrywki                                                         | Osiągnięcie                                              | Razy | Sezon(y) |
| · Mistrzostwo                                                     | I miejsce                                                | 0    |          |
| · Mistrzostwo                                                     | II miejsce                                               | 0    |          |
| · Mistrzostwo                                                     | III miejsce                                              | 0    |          |
| · Puchar                                                          | zdobywca                                                 | 0    |          |
| · Puchar                                                          | finalista                                                | 0    |          |
| · Puchar                                                          | 1/128 finału                                             | 1    | 1958/59  |
| II liga                                                           | I miejsce                                                | 0    |          |
| II liga                                                           | II miejsce                                               | 0    |          |
| II liga                                                           | III miejsce                                              | 0    |          |
| Włochy                                                            | Zdobyte trofea w rozgrywkach Włoch (stan na: 31-08-2020) |      |          |

- Serie C (D3):
  - wicemistrz (1x): 1959/60 (C)

## Struktura klubu

### Stadion
Klub piłkarski rozgrywa swoje mecze domowe na Stadio Antonino Lombardo Angotta, w mieście Marsala o pojemności 13,5 tys. widzów.

### Derby
- Trapani Calcio
- Calcio Catania
- Turris Calcio
- Città di Acireale 1946
- Calcio Acri
- Akragas 2018
- US Angri 1927
- Casertana FC
- Enna Calcio
- Mazara Calcio
- Palermo FC
- Ragusa Calcio
- ASD Siracusa